# Jeroen Zweerts
Jeronemus Johannes Zweerts (Helmond, 3 februari 1945) is een voormalig cricket- en hockeyspeler. Hij nam eenmaal deel aan de Olympische Spelen, maar won hierbij geen medaille. Hij speelde hockey bij de Stichtsche Cricket en Hockey Club (SCHC) in Bilthoven en Victoria uit Rotterdam.
Na school gelopen te hebben aan het Baarnsch Lyceum studeerde hij economie. Hij werkte daarna als financieel adviseur in Amsterdam.

## Hockey
In 1972 speelde Zweerts voor Nederland op de Olympische Spelen in München. Ze haalden de halve finale, verloren met 3-0 van Duitsland, en daarna met 2-1 van India, en eindigden derhalve op de vierde plaats.
In 1973 waren de wereldkampioenschappen in Amstelveen. Het Nederlandse team bestond naast Zweerts uit André Bolhuis, Thijs Kaanders, Coen Kranenberg, Ties Kruize, Wouter Leefers, Flip van Lidth de Jeude, Paul Litjens, Irving van Nes, Maarten Sikking, Frans en Nico Spits, Ron Steens en Bart Taminiau. De coach was Ab van Grimbergen. In de finale stond Nederland tegenover India. India werd met strafballen verslagen.
Op 29 juni 1987 speelde Zweerts mee in de afscheidswedstrijd van Ties Kruize met onder andere André Bolhuis, Ronald Jan Heijn, Wouter Leefers, Paul Litjens, Frans Spits, Nico Spits en Bart Taminiau.

## Cricket
Zweerts is ook uitgekomen voor het Nederlands cricketelftal en speelde voor de SCHC en de Haagsche Cricketclub.
André Bolhuis · 
Jan Willem Buij · 
Marinus Dijkerman · 
Thijs Kaanders · 
Coen Kranenberg · 
Ties Kruize · 
Wouter Leefers · 
Flip van Lidth de Jeude · 
Paul Litjens · 
Irving van Nes · 
Maarten Sikking · 
Frans Spits · 
Nico Spits · 
Bart Taminiau · 
Kik Thole · 
Piet Weemers · 
Jeroen Zweerts ·
Coach: Ab van Grimbergen